# Tiago Muxanga
Tiago Osório Muxanga (* 12. September 2000 in Maputo) ist ein Boxer aus Mosambik.

## Karriere
Muxanga gewann nach einer Finalniederlage gegen Aidan Walsh die Silbermedaille bei den Commonwealth Games 2022 in Birmingham und startete bei der Afrikameisterschaft 2022 in Maputo, wo er in der Vorrunde mit 2:3 gegen Youcef Yaïche ausschied. Bei der Afrikameisterschaft 2023 in Yaoundé verlor er erneut im Finale gegen Steve Kulenguluka und sicherte sich damit erneut eine Silbermedaille. Er konnte daraufhin auch an der Weltmeisterschaft 2023 in Taschkent teilnehmen, wo er in der Vorrunde gegen Saidjamshid Jafarov verlor. Im Viertelfinale der afrikanischen Olympiaqualifikation 2023 in Dakar unterlag er mit 2:3 gegen Steve Kulenguluka und musste daraufhin in das 2. Olympia-Qualifikationsturnier 2023 in Bangkok; dort siegte er gegen Kendu Steven und Miroslav Kapuler, ehe er gegen Lewis Richardson auf einem 9. Platz ausschied.
2024 erreichte er den zweiten Platz beim Afrikacup in Durban und das Viertelfinale bei den Afrikaspielen in Accra; in beiden Wettkämpfen war er erneut gegen Kulenguluka unterlegen. Durch eine Wildcard des Internationalen Olympischen Komitees konnte er doch noch an den Olympischen Spielen 2024 in Paris teilnehmen. Dort gewann er seinen ersten Kampf gegen den Deutschen Magomed Schachidow, ehe er in der zweiten Vorrunde mit 2:3 gegen den Mexikaner Marco Verde ausschied.